# Галатея (журнал)
«Галатея» — журнал литературы, новостей и мод, выходивший еженедельно в Москве в 1829—1830 годах и в 1839—1840 годах под редакцией Семёна Егоровича Раича (Амфитеатрова).
Журнал не имел определённого литературного и политического направления и не играл важной роли в литературно-общественной жизни. Сам издатель во вступительной статье писал так: «Галатея — бабочка; как дать ей направление?» (1829, № 1). В 1829 году вышло 46 номеров; в 1830 году, по случаю холеры, вышло всего 42 номера.
Страницы «Галатеи» обычно заполнялись прозой (преимущественно переводной) и критическими статьями самого редактора. В «Галатее» появлялись стихотворения Е. А. Баратынского, П. А. Вяземского, В. А. Жуковского, А. И. Полежаева, А. С. Пушкина, Ф. И. Тютчева, С. П. Шевырева. А. С. Пушкин опубликовал в «Галатее» два стихотворения: «Цветок» и «Е. Н. Ушаковой» (1829, № 1). В то же время на страницах «Г.» появлялись резкие критические статьи, направленные против Пушкина. «Галатея» находилась в литературной вражде с «Московским телеграфом».
В 1839 г. Раич возобновил журнал под именем: «Галатея, журнал наук, искусств, литературы, новостей и мод». В этом виде «Галатея» просуществовала год; одним из основных отделов журнала был отдел рецензий на московские спектакли. Среди авторов журнала в это время — А. Ф. Вельтман, В. И. Красов, Е. П. Ростопчина. Раич напечатал «Воспоминание о Пушкине» (1840, № 10).